# Мать Болгария
Мать Болгария (болг. Майка България) — монумент, установленный в честь воинов, погибших в пяти войнах — русско-турецкой 1877—1878 гг., сербско-болгарской 1885 г., балканских (Первой и Второй, 1912—1913 гг.) и Первой мировой войне 1914—1918 гг.
Установлен 7 мая 1935 года в центре болгарского города Велико-Тырново на одноимённой площади Матери Болгарии. Автор — скульптор Светослав Йоцов.
Построен на собранные средства и пожертвования жителей г. Велико-Тырново.
В склепе у подножья мемориала горит вечный огонь, на нём на высоком постаменте установлена стоящая коленопреклоненно коронованная женская статуя, символизирующая Мать Болгарию, держащая в левой руке оливковую ветвь — символ мира, а в правой руке — национальное знамя. Ниже по окружности расположены четыре фигуры воинов — солдат и офицера. По четырём бокам монумента цифры с годами войн: 1877—78, 1885, 1912—13, 1915—18.
Вокруг мемориального комплекса построен сад со скамейками.
После переворота 9 сентября 1944 года корона с головы «Матери Болгарии» была демонтирована и долгое время считалась утеряной, пока не была найдена и возвращена на прежнее место после смены власти 10 ноября 1989 года. Вес короны — 20 кг, на её украшение пошло 22 карата золота.